# 橘在列
橘 在列（たちばな の ありつら）は、平安時代中期の貴族、漢詩人。大和権守・橘秘樹の三男。官位は従五位下・弾正少弼。

## 経歴
橘家氏公流であり大和権守や尾張守を務めた橘秘樹の3男として生まれる。『本朝文粋』巻一に収録されている「秋夜感懐　敬獻二 左親衛藤員外将軍一 」によると、「吾は是れ北堂の士、十歳にして始めて書を読む。書皆読んで業未だ成らず、茲に三十余。馳遅遅として手を空しうし帰る。帰り去って吾が廬に臥す。家貧しくして親知ること少なく、身賤しくして故人疎なり。唯長安の月のみ有って、夜夜閑居を訪ふ。」という記述がある通り、幼少期より学業に励んでおり博識抜群あったが、門閥に縁がなかったために30歳に至るまで官途に恵まれなかった。
30歳にようやく文章生に補せられて、後には安芸介から弾正少弼へ累進するが、「栄を朝市に厭ひて、心を釈門に栖まひ」として栄達が叶わない官僚社会を嫌悪して仏教に傾倒する様子を見せた。944年（天慶7年）10月に「遂に俗綱を脱れ」として比叡山に登り50代で出家し、その後は法名を尊敬上人と号した。946年（天慶9年）8月には、当時法華堂内にあった善無畏三蔵や静観僧正などの32名の高僧・知識が記された壁画を賞賛した詩である「東昧堂壁画大師賛」を作成している。953年（天暦3年）頃に60余歳にて死去する。

## 人物
歌人である源英明とは文章生時代より親交があり、英明が左近衛中将を務めていた承平年間には「華閣月亭」(花見・月見の席)に在列を招いて詩宴をもったほどであった。英明は人物評として「橘卿は実に天才なり」と座客に語るほど在列を高く評価していた。『扶桑集』巻七には在列と英明との唱和詩が22首も収められている。
在列の詩をまとめた詩集として、弟子にあたる源順が編纂した『沙門敬公集』7巻や『尊敬記』などがあった。しかし、多くは散逸し現在ではわずかな詩文を遺すのみである。

## 官歴
- 時期不詳：文章生
- 時期不詳：安芸介
- 時期不詳：弾正少弼

## 系譜
- 父：橘秘樹
- 母：不詳